# Zalesie (powiat zamojski)
Zalesie – kolonia w Polsce położona w województwie lubelskim, w powiecie zamojskim, w gminie Zamość.
W latach 1975–1998 miejscowość należała administracyjnie do województwa zamojskiego.
Kolonia jest sołectwem w gminie Zamość. Według Narodowego Spisu Powszechnego z roku 2011 kolonia liczyła 74 mieszkańców.
Wierni Kościoła rzymskokatolickiego należą do parafii św. Jana Chrzciciela w Lipsku.

## Historia
Folwark powstał prawdopodobnie około połowy XIX stulecia (po 1846 r.) w miejscu wykarczowanych lasów, stąd nazwa „Zalesie”. Lasy należały do dóbr białowolskich Ordynacji. Jako folwark, Zalesie zostało wykazane na planie dóbr lipskich z 1853 r. następnie na mapie z około 1880 roku. Po uwłaszczeniu w 1864 r. z wolna poczęła rosnąć tu niewielka osada wiejska, wymieniana w 1895 roku w Słowniku geograficznym Królestwa Polskiego jako osada w gminie Suchowola, w parafii rzymskokatolickiej Krasnobród.